# 온에어 할 수 없어!
온에어 할 수 없어!(オンエアできない！, On Air Dekinai!)는 BS TV Tokyo에서 근무하는 마후네 카나의 일본 만화 시리즈이다. 2017년에 연재되어 같은 해 10월 아사히 신문사에서 단행본으로 단행되었다. 마후네의 속편 만화 '온에어 할 수 없어! Deep'(オンエアできない！ Deep)은 2019년 1월부터 2020년까지 아사히 신문 출판 소노라마 플러스 웹사이트를 통해 온라인으로 연재되었으며 단행본 단권으로도 수집되었다. 2020년 3월, 진난 스튜디오와 스페이스 네코 컴퍼니가 제작한 애니메이션 TV 시리즈가 2022년 1월부터 3월까지 방영되었다.